# کالج پرستاری چمبرلین
- کالج پرستاری چمبرلین، دانشکده پرستاری غیر انتفاعی بوده که در جهت برنامه کارشناسی و کارشناسی ارشد در رشته‌های پرستاری خدمات ارائه می‌دهد.
- این دانشگاه‌ها در حال حاضر در فینیکس، آریزونا ،جکسون‌ویل،میرامار، فلوریدا، شیکاگو، سنت لوئیس ،هیوستون،کلمبوس، اوهایو، شهرستان آرلینگتون واقع شده‌اند.
- دانشکده پرستاری چمبرلین در حال حاضر هدف آموزش بهداشت و درمان را برعهده دارد.

## تاریخچه
کالج پرستاری چمبرلین برای اولین بار با نام مدرسه پرستاری دیکونز در سال ١٨٨٩ در سنت لوئیس ایالت میزوری ایالات متحده، تأسیس شد.
کلمه دیکونز به معنی : "کسی که انجام خدمتی کرده یا آن را رائه می‌دهد" اشاره دارد.
این کالج در ابتدا به عنوان برنامه آموزشی پرستاران مرتبط با کلیسای بیمارستان دیکونز تأسیس شد.
چمبرلین از آن زمان به بعد از مدرسه دیپلم پرستاری به دانشکده پرستاری ارتقا یافت.در مقطع کارشناسی برنامه‌های رشته‌پرستاری را در دانشگاه‌های فینیکس، آریزونا ، جکسون‌ویل ، میرامار، فلوریدا ،سنت لوئیس ، کلمبوس، اوهایو ، هیوستون و شهرستان آرلینگتوناجرا شد

## برنامه آموزشی
کالج پرستاری چمبرلین برنامه‌های مقطع کارشناسی را ارائه می‌دهد و دانش آموزان را قادر میسازد تا مدرک فوق دیپلم در پرستاری(در کلمبوس، اوهایو) یا کارشناسی(موجود در تمام دانشکده‌ها) در رشته‌های پرستاری را بدست آورند.
مدرک لیسانس پرستاری(BSN) نیاز به گذراندن واحدهای درسی دیگری نداشته و این به دانشجویان اجازه میدهد تا در بازه زمانی کم تر از ٣ ساله ،به‌طور کامل آن را طی کنند.
کالج پرستاری چمبرلین این امکان را به سایر افراد می‌دهد که با وجود گذراندن واحدهای درسی در دانشگاه‌های دیگر ، مدرک لیسانس پرستاری خود را نیز بتوانند از این راه دریافت نمایند، که این روش می‌تواند ١٣ ماه به طول انجامد.